# Balmer Heath
Balmer Heath – wieś w Anglii, w hrabstwie Shropshire. Leży 22 km na północ od miasta Shrewsbury i 241 km na północny zachód od Londynu.